# コダチアサガオ
コダチアサガオ（木立朝顔、学名：Ipomoea carnea Jacq. subsp. fistulosa）はヒルガオ科サツマイモ属の常緑低木。別名キアサガオ、キダチアサガオ。

## 特徴
ヒルガオ科では珍しい木本。幹は立ち上がるか、やや地を這う。高さ2–4 mに達する。葉は長さ10–20 cm、幅6–10 cmの長いハート型で互生する。若枝を切ると乳液が出る。花は直径8–12 cmの漏斗状で桃色～白色。花筒底部は紫色を帯びる。花期は夏～秋。

## 分布と生育環境、利用
ブラジルなどの熱帯アメリカ原産で、世界中の熱帯で野生化。観賞用として庭木、公園樹、街路樹に利用されるが、沖縄県内でもまれに逸出し野生化したものがみられる。

## ギャラリー
沖縄県石垣市登野城にて撮影したコダチアサガオ